# キティー・リリー・ネコール
キティー・リリー・ネコール（1987年3月26日 - 2012年6月9日）は、日本で活動していた女性ファッションモデル。
主に『KERA』の読者モデルとして活動していた。また、自身の名を冠したファッションブランド「LiLy.Cattle」（リリー・キャトル）も展開していた。

## 出演

### 雑誌
- KERA（ジェイ・インターナショナル）

### テレビ番組
- 東京カワイイ★TV「姫!ロリ!お兄!ぜ〜んぶ大集合 カワイイ★サミット」（2009年1月7日、NHK）